# Emil Hartmann
Emil Wilhelm Emilius Zinn Hartmann (ur. 21 lutego 1836 w Kopenhadze, zm. 18 lipca 1898 tamże) – duński kompozytor i organista.

## Życiorys
Syn Johanna Petera Emiliusa Hartmanna. Uczył się gry na organach i teorii u ojca oraz gry na fortepianie u Antona Rée. Już jako dziecko komponował pieśni, w 1858 roku w katedrze kopenhaskiej wystawiono jego Passionssalme, a rok później premierę miał jego balet Fjeldstuen. W latach 1860–1861 studiował w konserwatorium w Lipsku. Od 1861 do 1871 roku był organistą w kościele św. Jana w Kopenhadze, a od 1871 do 1898 roku w kościele zamkowym w Christianborgu. W sezonie 1891/1892 dyrygował koncertami Musikforeningen w Kopenhadze.
Odznaczony Orderem Danebroga w stopniu kawalera (1881).

## Twórczość
Za życia bardziej ceniony za granicą niż w ojczystym kraju, gdzie pozostawał w cieniu ojca. Pomimo wykorzystywania w swojej twórczości elementów folkloru nie nawiązywał świadomie do stylu narodowego. Jego utwory wykazują pewien wpływ Mendelssohna. Skomponował m.in. 7 symfonii, poemat symfoniczny Hakon Jarl, koncerty fortepianowy, skrzypcowy i wiolonczelowy, Passionssalme na sopran, chór i orkiestrę (1858), balety Fjeldstuen (1859) i En bryllupsfest i Hardanger (1897), a także opery: En nat mellem fjeldene (1863), Elverprigen (1867), Korsikaneren (1873), Ragnhild (1896) i Det store lod (1897).